# Lim Jong-hoon
Dans ce nom coréen, le nom de famille, Lim, précède le nom personnel Jong-hoon.
Pour les articles homonymes, voir Lim.
Lim Jong-hoon, né le 21 janvier 1997 à Séoul, est un pongiste sud-coréen.

## Biographie
Il devient champion d'Asie avec l'équipe de Corée de Sud en 2021, un quart de siècle après son dernier titre. Il perd en finale du double messieurs avec Jang Woo-jin.
Il est deux fois vice-champion du monde en double messieurs avec Jang Woo-jin en 2021 et en 2023.
Il joue pour le club du Jura Morez TT en pro A pour la saison 2022-2023. Il affiche un taux de 83% de victoire en douze matchs à la fin de la saison. Il est n°1 dans le championnat français pour la saison 2023-2024qu'il remporte avec son club de l'AS Pontoise-Cergy TT.
Il remporte la médaille de bronze en double mixte aux Jeux olympiques d'été de 2024, associé à Shin Yu-bin.
Il est sponsorisé par la marque Butterfly. Il est 18e mondial en juillet 2023. Son meilleur classement mondial a été 11e mondial à cette même date.